# Guldbagge 1989
La 24ª edizione del Premio Guldbagge si è svolta a Stoccolma il 6 marzo 1989. Da questa edizione si aggiungono tre premi e il Premio speciale assume il nome di Premio per il contributo creativo (Guldbaggen för kreativa insatser).

## Vincitori
Miglior film
- Katinka - Storia romantica di un amore impossibile (Vid vägen), regia di Max von Sydow ex aequoTillbaka till Ararat, regia di PeÅ Holmquist e Susanne Khardalian

Miglior regista
- Max von Sydow - Katinka - Storia romantica di un amore impossibile (Vid vägen)

Miglior attrice
- Lena T. Hansson - Livsfarlig film

Miglior attore
- Tomas Bolme - Fordringsägare

Migliore sceneggiatura
- Bengt Danneborn e Lennart Persson - Det är långt till New York

Migliore fotografia
- Peter Mokrosinski - Friends

Miglior film straniero
- Bagdad Café (Out of Rosenheim), regia di Percy Adlon

Premio per il contributo creativo
- Jan Troell, Lisbet Gabrielsson e Michał Leszczyłowski

Premio Ingmar Bergman
- Lars-Owe Carlberg